# Justin Bourgault
Justin Bourgault (* 14. September 2005 in Saint-Brieuc) ist ein französischer Fußballspieler, der aktuell bei Stade Brest in der Ligue 1 spielt.

## Karriere
Bourgault spielte in seiner Jugend für den Lamballe FC und Stade Briochin aus seiner Geburtsstadt Saint-Brieuc. In der Saison 2021/22 lief er bereits für die Reservemannschaft Briochins in der National 3 auf. 2022/23 war er dort gesetzt und spielte 24 Mal, wobei er einmal traf. In der Spielzeit 2023/24 lief Bourgault schon für die Herren eine Spielklasse höher auf und schoss dort ein Tor in 23 Ligaspielen sowie drei Pokalpartien.
Im Sommer 2024 wechselte er in die National, wiederum eine Liga höher, zur US Concarneau. Bis Mitte Januar 2025 absolvierte er zwölf Partien und erzielte einen Treffer in Frankreichs dritter, semiprofessionellen Spielklasse, und lief viermal in der Coupe de France auf.
Ende Januar 2025 wechselte Bourgault in die Ligue 1 zum Champions-League-Teilnehmer Stade Brest. Hier gab er sein Profidebüt am 14. Februar 2025 (22. Spieltag) gegen die AJ Auxerre, als er beim 2:2-Unentschieden in der Startelf stand.